# クオレマ
『クオレマ』（フィンランド語: Kuolema）は、アルヴィド・ヤルネフェルトの戯曲。「クオレマ」はフィンランド語で「死」を意味する。1903年に初演され、1911年に改訂された。義弟のジャン・シベリウスが劇付随音楽をつけたことから有名になった。その中でも、後に単独のコンサートピースに編曲された『悲しきワルツ』が名高い。

## 戯曲
劇は以下の3幕からなる。
第1幕
パーヴァリ少年と、病臥したその母親が主役である。母親が眠っていると、音楽が流れ出し、踊り子たちの夢を見る。踊り子たちが部屋を埋め尽くすと、彼女も踊りの中に加わるが、くたくたになってしまう。踊り子たちがいなくなると、再び彼女は踊り始める。しかし死神が3回扉を叩くと、音楽は止まる。死神は、亡夫に姿をやつして彼女に言い寄る。
第2幕
さすらう青年となったパーヴァリが主役である。ある時パーヴァリは、「年老いた魔女」が暮らす小屋に出くわして、魔女のために小屋の中でパンを焼き、あかりをともす。魔女はパーヴァリに、未来の花嫁に逢えるという指輪を与える。舞台はたちまち夏の森に変わると、森の中でエルザという乙女が歌を口ずさんでいる。そこにパーヴァリが現れる。2人は互いに寄り添って眠った後、パーヴァリは目を醒まして旅立ちの用意をするが、エルザはパーヴァリが自分と一緒にいてくれることを望む。そこに鶴の群れが2人の頭上を飛び回り、そのうち1羽が群れを離れて、1人のみどり児を運んでくる。
第3幕
パーヴァリとエルザはすでに結婚している。パーヴァリは身銭を切って学校を建てる。その後、パーヴァリとエルザの住まいは火事に遭う。自宅が炎上する間、パーヴァリは来し方を振り返り、大鎌を掴んだ母親の亡霊を炎の中に認める。第1幕と同じように、死神が肉親の姿で主人公の前に現れたのだった。自宅が倒壊するのと同時に、パーヴァリは息を引き取る。終幕で村人たちがエルザと遺児たちを慰め、パーヴァリを偲ぶ。パーヴァリはみんなの心の中に生きている、とエルザが語って結末を迎える。

## 楽曲

### 初稿
1903年の舞台上演に向けてシベリウスが付随音楽として作曲したのは、以下の6曲である。
1. 第1幕の音楽： Tempo di valse lente - Poco risoluto
2. 第2幕の音楽：バリトン独唱のための「パーヴァリの唄」 Moderato (Paavali's Song: 'Pakkanen puhurin poika')
3. 第2幕の音楽：前奏とソプラノ独唱のための「エルザの唄」および後奏 Moderato assai - Moderato (Elsa's Song: 'Eilaa, eilaa') - Poco adagio
4. 第2幕の音楽：「鶴」 Andante (The Cranes)
5. 第3幕の音楽： Moderato
6. 第3幕の音楽： Andante ma non tanto

### 改作と編曲
シベリウスは1904年に第1曲を改訂すると、『悲しきワルツ』（フランス語: Valse triste）作品44として同年4月25日に初演した。1905年にブライトコプフ・ウント・ヘルテル社より出版されると、たちどころに聴衆の人気を得て、シベリウスの代表作の一つとなった。しかし出版社との契約のため、『悲しきワルツ』の演奏で得られる収入は、かなりの低額に留まった。
1906年にシベリウスは、第3曲と第4曲を結合して改訂し、題名も『鶴のいる情景』（スウェーデン語: Scen med Cranor）に改めた。『鶴のいる情景』は1906年12月14日にヴァーサで初演されたが、作品番号は付されず、作曲者の存命中に再演されることはなかった。結局『鶴のいる情景』が出版されたのは、シベリウスの死後16年目の1973年になってからであり、作品番号は『悲しきワルツ』にあやかって作品44-2とされた（このため『悲しきワルツ』は、現在では作品44とする例と、作品44-1とする例とが見られる）。
同じく1906年には、劇音楽『クオレマ』を編曲して、弦楽合奏のための『恋人たちのロンディーノ』（ドイツ語: Rondino der Liebenden）を書き上げたが、1911年まで演奏されないままだった。1911年にヤルネフェルトが戯曲『クオレマ』の改訂版を上演すると、このためシベリウスは『恋人たちのロンディーノ』の改訂稿を作成して『カンツォネッタ』（イタリア語: Canzonetta）と改題し、さらに新作の『ロマンティックなワルツ』（フランス語: Valse romantique）を書き下ろした。この2曲の初演は、1911年3月8日にヘルシンキ国立劇場において行われ、『悲しきワルツ』も併せて演奏された。演劇は成功しなかったが、シベリウスは『悲しきワルツ』が、『カンツォネッタ』作品62aや『ロマンティックなワルツ』作品62bと一緒に繰り返し成功することを望んで、初演後ただちに（作品62を）2曲抱き合わせで出版した。しかし、いずれも『悲しきワルツ』ほどには聴衆の注目を集めなかった。
『悲しきワルツ』や『鶴のいる情景』『カンツォネッタ』『ロマンティックなワルツ』を、（元々それぞれの稿の成立経緯が違っているにもかかわらず）あたかも劇音楽『クオレマ』の全曲録音であるかのように、1つの組曲として演奏したり録音することがたまに行われているが、それはシベリウスが意図したことではない。

## 註
1. ↑  Eija Kurki, Liner notes for BIS recording by Osmo Vänskä and the Lahti Symphony Orchestra (BIS CD-915).
2. ↑  Erik Tawaststjerna (trans. Robert Layton), Sibelius, Volume II: 1904-1914.  Faber and Faber (London, 1986), pp. 45-46.